# Dentine Peak
Dentine Peak är en bergstopp i Antarktis. Den ligger i Östantarktis. Nya Zeeland gör anspråk på området. Toppen på Dentine Peak är 2 210 meter över havet. Dentine Peak ingår i Molar Massif.
Terrängen runt Dentine Peak är huvudsakligen kuperad. Trakten är obefolkad. Det finns inga samhällen i närheten. 